# Giorgio Darmini
Giorgio Darmini, anche De Armini (Tino, 1593 – Buie, 20 ottobre 1670), è stato un vescovo cattolico italiano.

## Biografia
Nacque nell'isola di Tino, nel dominio veneziano, nel 1593. Secondo il Guachat, si trasferì nella città di Candia, nell'isola di Creta, dove conseguì il dottorato in diritto canonico (secondo altre fonti in utroque iure). Della cattedrale di quella città fu anche canonico e penitenziere. Fu in seguito costretto a fuggire da Creta, invasa dalle truppe ottomane e a riparare a Venezia.
Sempre secondo il Gauchat e la diverse fonti successive, fu eletto vescovo di Caorle il 24 novembre 1653 da papa Innocenzo X. Tuttavia sia Musolino sia Gusso-Gandolfo riportano come data della sua elezione episcopale il 1648, alla morte del vescovo Giuseppe Maria Pizzini. Questa discrepanza cronologica è probabilmente dovuta all'errore sulla data di morte del vescovo Pizzini, la quale è però presto risolta in favore dell'anno 1648. Inoltre, Gusso e Gandolfo citano a questo riguardo un documento autografo del vescovo Darmini che dipana ogni dubbio.
Come vescovo di Caorle è ricordato per avere effettuato un'importante visita pastorale negli anni 1654-1655, i cui atti sono conservati nell'archivio storico del patriarcato di Venezia. In particolare, secondo il Musolino, avrebbe commissionato la realizzazione di un apposito reliquiario per contenere la preziosa reliquia del cranio di Santo Stefano protomartire, rinvenuta durante i lavori di rifacimento del presbiterio (insieme ad altre reliquie) voluti dal vescovo Pizzini.
Fu quindi traslato alla sede di Cittanova il 30 agosto 1655 da papa Alessandro VII. Anche qui, nel 1660 e nel 1670 compì delle visite pastorali, nelle quali denunciò lo stato di estrema miseria di quella sede vescovile. In Istria fu colpito da una febbre malarica che ne debilitò gravemente il fisico, tanto che fu costretto a svolgere la sua ultima visita pastorale cieco ed adagiato su una barella. Riuscì tuttavia a far aprire un seminario e a risollevare le condizioni economiche del clero.
Morì il 20 ottobre del 1670 nella città di Buie, dove si era ritirato negli ultimi tempi per curarsi dalla malaria.